# Amöbadjur
Amöbadjur (Rhizopoda) är en stam urdjur som lever av bakterier och mikroorganismer. Amöbadjuren bär temporära utskott kallade pseudopodier för sin förflyttning och för att äta sin föda (av grekiska ψευδοπόδια, sammansatt av ψευδός, 'falska', 'oäkta'; och πόδια, 'fötter').
Det finns två understammar: amöbor och foraminiferer.